# Roberto Sambonet
- Premio Compasso d'oro  nel 1956
- Premio Compasso d'oro  nel 1970
- Premio Compasso d'oro  nel 1979
- Premio Compasso d'oro  nel 1995

Roberto Sambonet (Vercelli, 20 ottobre 1924 – Milano, 1º novembre 1995) è stato un designer e pittore italiano.

## Biografia

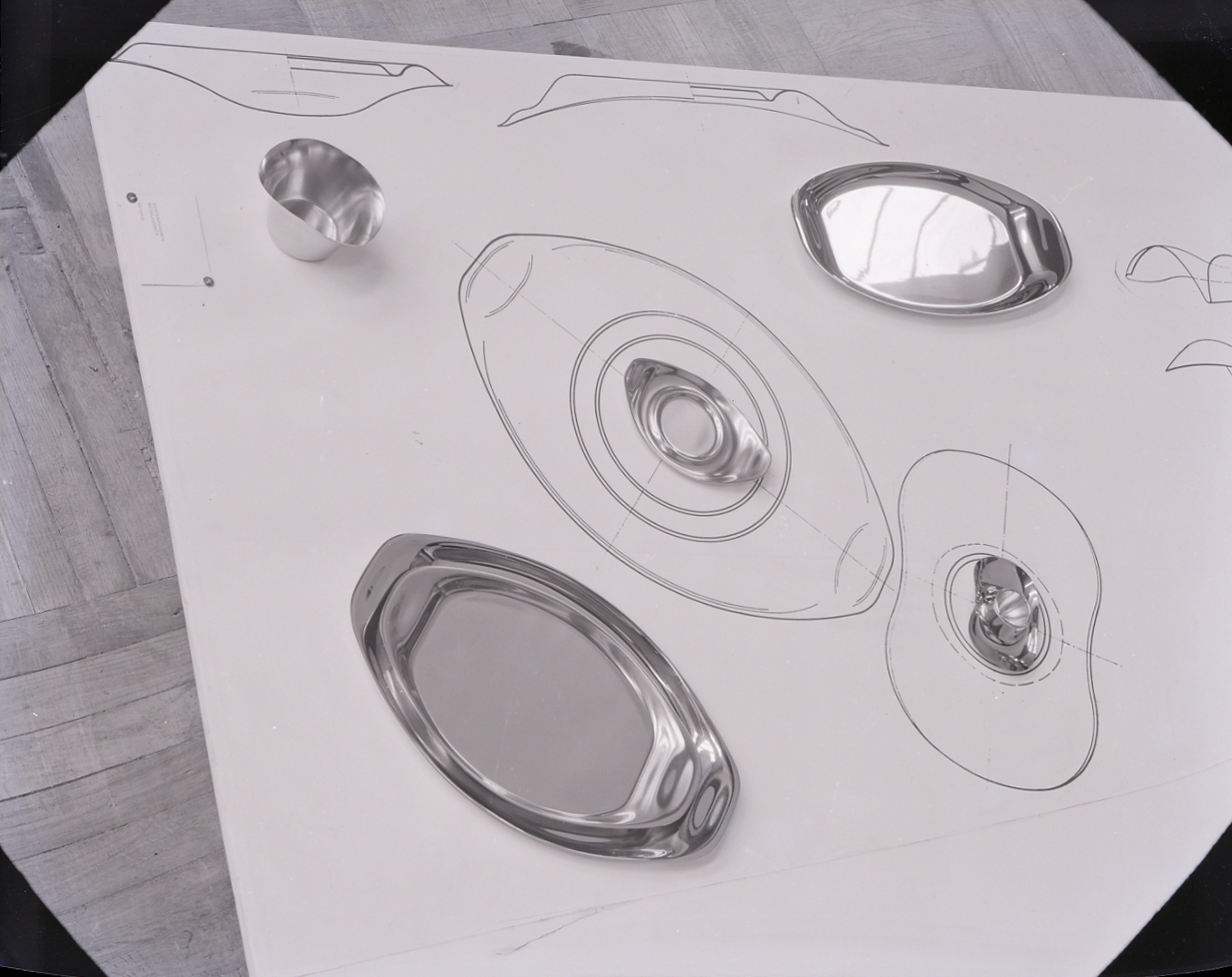
X Triennale di Milano, vassoi e contenitori in acciaio disegnati da Roberto Sambonet, Milano, 1954. Foto di Paolo Monti

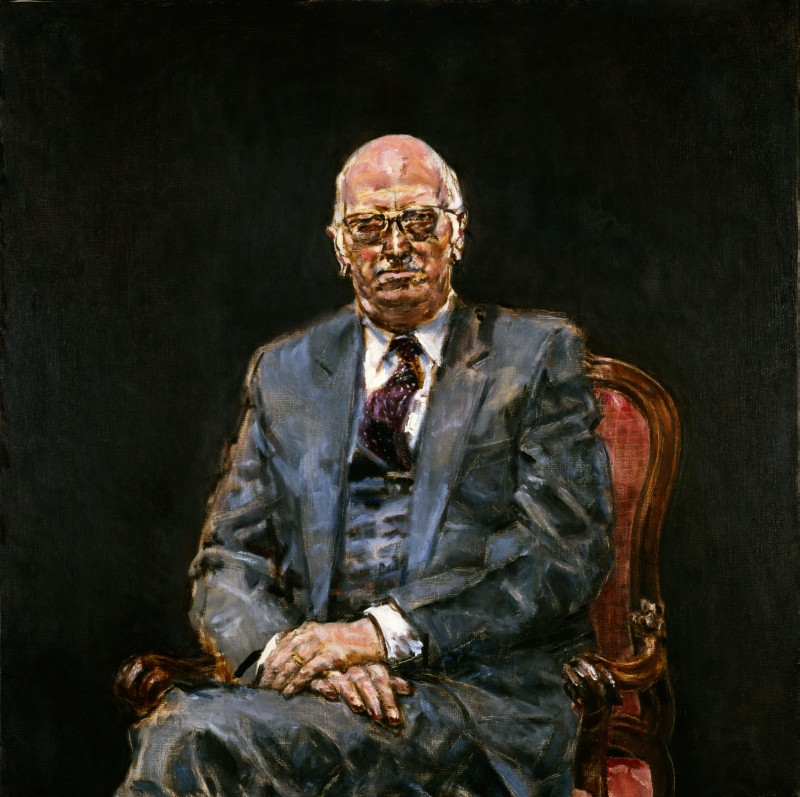
Ritratto del professor Antonio Confalonieri, 1987 (Collezioni d'arte della Fondazione Cariplo)

Nacque a Vercelli il 20 ottobre 1924 da Guido e da Maria, figlia del pittore, decoratore e scenografo vercellese Francesco Bosso (1864-1933).
Roberto Sambonet ha frequentato la Facoltà di Architettura di Milano, dedicandosi poi alla pittura. Dal 1948 al 1953 è in Brasile, a San Paolo, dove insegna al Museu de Arte de Sao Paulo (diretto da Pietro Maria Bardi), progetta esposizioni e disegna tessuti.
Nel 1953 rientra in Italia, apre uno studio a Milano e decide di dedicarsi soprattutto al design e alla pittura.
Nel 1953 collabora con l'architetto finlandese Alvar Aalto, la cui amicizia sarà un forte stimolo per il suo lavoro, e inizia a progettare oggetti in acciaio per Sambonet. Il più noto tra gli oggetti progettati sarà la Pesciera che, nel 1970, gli permetterà di vincere uno dei suoi quattro Compassi d'oro. 
Nel 1957 partecipa alla XI Triennale di Milano.
Dal 1957 al 1960 è art director della rivista Zodiac. Negli anni Sessanta è consulente per la Rinascente e, in questa veste, si occuperà di vetrine e di comunicazione, ma sceglierà anche il repertorio merceologico del magazzino, con frequenti viaggi in Oriente e Sudamerica.
Come designer collabora con alcune aziende quali Baccarat (cristalli), Archimede Seguso (vetreria di Murano), Tiffany (gioielli) e Richard Ginori (porcellane).
Nel 1974, insieme con Bruno Munari, Bob Noorda e Pino Tovaglia, progetta il marchio della Regione Lombardia.
Non abbandonerà mai l'attività di pittore ed è famoso per la serie dei Ritratti di amici e personalità della cultura.
Roberto Sambonet è stato membro dell'ADI e presidente della sezione italiana dell'AGI Alliance Graphique Internationale.

## Realizzazioni
- 1956 Vassoio per Sambonet
- 1957 Pesciera in acciaio
- 1957 Posata "longilinea"
- 1959 Simbolo grafico per Pirelli

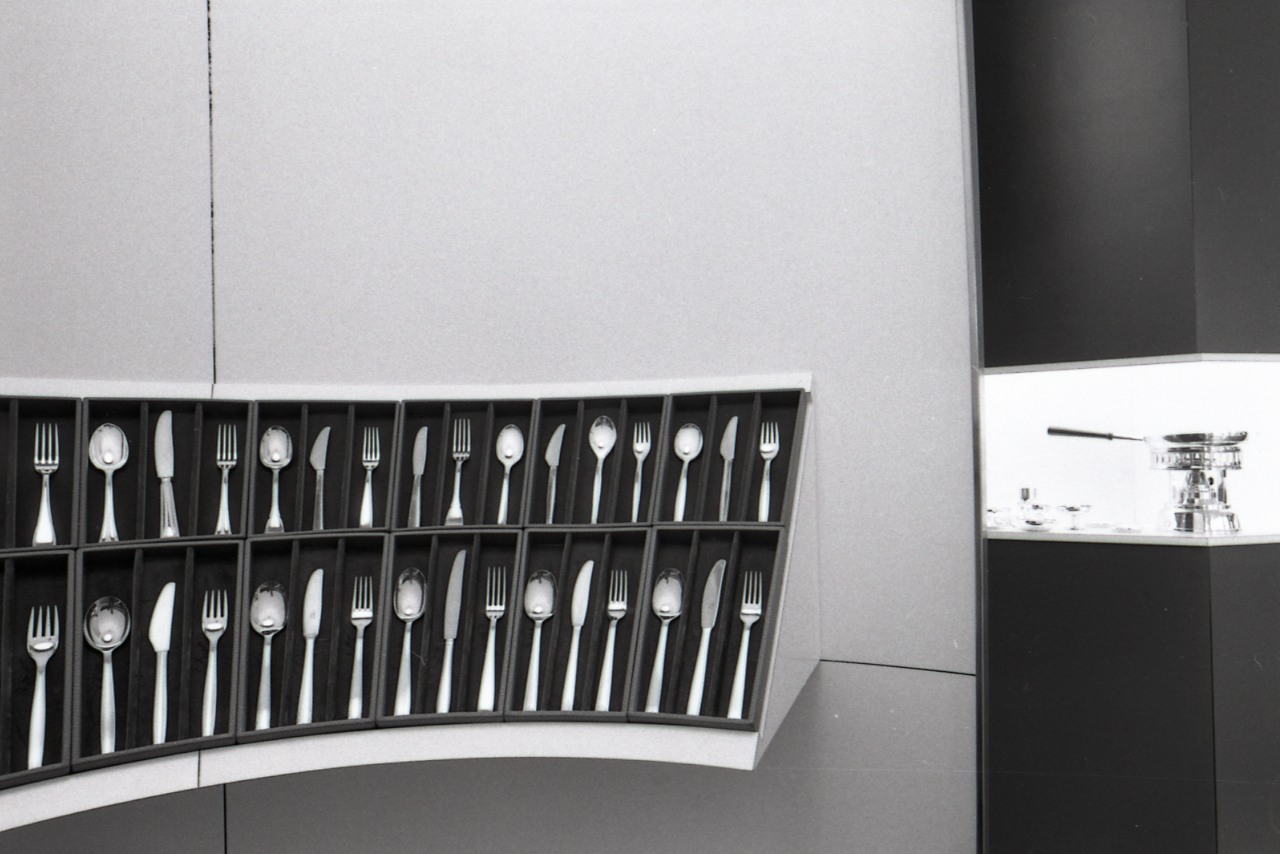
Uno showroom di Roberto Sambonet: mobili, posate e servizi da tavola in esposizione. Milano, Corso Sempione n. 38, 1973. Foto di Paolo Monti

- 1959 Simboli grafici per La Rinascente
- 1960 Posate "Metron", prod. Sambonet SpA
- 1960 Manifesto grafico per la XII Triennale di Milano
- 1964 "Palla da tennis cubica" in feltro per Pirelli
- 1965 "center line" progetto, imballaggio e packaging, prod. Sambonet SpA
- 1965  Posate "picnic" e packaging, prod. Sambonet SpA
- 1965 "Palla da tennis", in bronzo divisa in isometria per Pirelli
- 1966 "Triangoli appetizers", in acciaio, prod. Sambonet SpA
- 1972 "Piero della Francesca", manifesto per la pinacoteca di Brera, Milano
- 1974 "Raffaello," manifesto per la pinacoteca di Brera, Milano
- 1971 "Bolla per caviale", in cristallo, prod. Baccarat, Parigi
- 1971 "Ortogonale", posacenere in cristallo, prod. Baccarat, Parigi
- 1971 "Diagonale", posacenere in cristallo, prod. Baccarat, Parigi
- 1971 "Tir bar", 4 bicchieri in cristallo a capacità differenziata, prod. Baccarat, Parigi
- 1971 "empilage", bicchieri in cristallo impilabili, prod. Baccarat, Parigi
- 1973 "RSt", posate in acciaio e melanina, prod. Sambonet SpA
- 1973 "Spectrum", piatti in porcellana, prod. Bing & Grondhal, Copenaghen
- 1974 "Simbolo Regione Lombardia", con Bruno Munari, Bob Noorda e Pino Tovaglia
- 1975 "Antipastiera-legumiera", in acciaio, prod. Sambonet SpA
- 1975 "Tagliere circolare scanalato", in faggio, prod. Sambonet SpA
- 1978 "Vasi ad angolo", in cristallo, prod. Baccarat, Parigi
- 1977 "Quadreglie", 3contenitori da forno, in acciaio, prod. Sambonet SpA
- 1978 "Copertina per il catalogo Poldi Pezzoli", Milano
- 1978 "6-13", manifesto per il CSAC, Parma
- 1978 "Copertina per il catalogo Poldi Pezzoli", Milano
- 1978 "Marchio per Bormioli Rocco", Parma
- 1979 "Sistema da tavola", in porcellana, prod. Richard Ginori, Settimo Fiorentino
- 1979 "Italian footwear", copertina di volume per associazione calzaturiera italiana, Roma
- 1979 "Cubic" e "Demi", vetro, vasi componibili, prod. Seguso, Murano
- 1979 "progetto per Les Halles", concorso per ambientazione urbana per ACIH, Parigi
- 1981 "marchio per le biblioteche comunali di Milano", Milano
- 1983 "Simbolo per Consiglio Nazionale" e "demi", Roma
- 1987 "Marchio per la fondazione Alvar Aalto", Biennale di Venezia
- 1988 "SOV.IT.COM", marchi per la Cassa di risparmio di Torino
- tra il 1988 e il 1992 Marchi per CISGEM, A.N.AIDS, DESIGN TODAY
- 1993 "Tavolo portacollezioni", 4 semisfere portanti da cm 80 cm, reggono un piano di vetro 160x160cm, (prototipo)
- 1993 "bicchieri ovali impilabili", (prototipo)
- 1993 "Apollo", Collezione Kleis, maniglia in alluminio pressofuso, Prod. RDS S.p.A., Padova
- 1993 "Tobacco mixture", Modello di pipa in gesso

## Premi e riconoscimenti
- 1956 Premio Compasso d'Oro per la Serie vassoi in acciaio inossidabile per Sambonet[11];
- 1960 Gran Premio della XII Triennale di Milano[12];
- 1970 Premio Compasso d'Oro per la Pesciera e altri oggetti in acciaio inossidabile per Sambonet[13];
- 1979 Premio Compasso d'Oro per il Simbolo e immagine della Regione Lombardia con Bruno Munari, Bob Noorda e Pino Tovaglia[14];